# Eisenbahnunfall von Waldenburg
Zum Eisenbahnunfall von Waldenburg kam es am 22. Oktober 1913, als ein entlaufener Güterwagen mit einem Zug der Waldenburger Straßenbahn zusammenstieß. 14 Menschen starben.

## Ausgangslage
Am Tag des Unfalls herrschte ein heftiger Sturm. Auf dem Waldenburger Güterbahnhof (heute: Wałbrzych) der Preußischen Staatsbahn wurde rangiert. Dabei wurde ein leerer Offener Güterwagen abgestellt, der weder durch eine Handbremse noch durch einen Hemmschuh vor dem Wegrollen gesichert worden war.

## Unfallhergang
Der Güterwagen wurde von dem Sturm erfasst und auf die offene Strecke getrieben. Dort rollte er über einen Bahnübergang, der gerade von einem Zug der Waldenburger Straßenbahn gequert wurde. Bei dem Zusammenstoß starben 14 Menschen.